# Mănăstirea Moisei
Mănăstirea Moisei este situată în comuna Moisei, județul Maramureș, România.

## Așezare
Mănăstirea Moisei, cu hramul Adormirea Maicii Domnului (15 august), este așezată pe un platou însorit, deasupra satului Moisei, înconjurată de culmile dealurilor, la poalele muntelui Pietrosu Rodnei (2303 m), între orașele Borșa la 10 km și Vișeu de Sus la 7 km, pe șoseaua națională ce leagă Sighetu Marmației de Bucovina prin pasul Prislop, iar prin pasul Șetref de Bistrița-Năsăud și Ardeal.

## Istoric
Localitatea Moisei a făcut parte din domeniul lui Bogdan, voievod al Maramureșului, domn întemeietor al Moldovei independente și al dinastiei Mușatinilor.
În pădurile Moiseiului se pune că s-au nevoit călugări încă de prin secolul al XV-lea, într-o modestă sihăstrie. Ulterior, în 1599, oamenii locului au ridicat o biserică din lemn ca mănăstire (schit), care se păstrează și astăzi. Numele unuia dintre viețuitorii de atunci, monahul Iosif, a fost găsit scris scris pe o bârnă a bisericii vechi. Biserica a fost sub ocrotirea cunoscutei mănăstiri Putna a lui Sfântului Ștefan cel Mare, ca metoc al acesteia timp de aproape 100 de ani.
Mănăstirea Moiseiului a primit diferite danii de-a lungul anilor de la nobilii români din Maramureș, precum terenuri și, mai ales, cu păduri.
Bine cunoscut deja peste hotarele Maramureșului, așezământul monahal de aici a fost sfințit pe data de 15 august 1672, de sărbătoarea Adormirii Maicii Domnului (hramul mănăstirii), de către mitropolitul Sava Brancovici de la Alba Iulia, care deținea atunci și demnitatea de episcop al Maramureșului. Târnosirea s-a desfășurat cu o deosebită solemnitate pentru acele vremuri, ierarhul fiind însoțit de un sobor de preoți și călugări, printre care și reprezentanți ai Mănăstirii Putna, în prezența credincioșilor veniți de prin tot Maramureșul, și nu numai. La această mănăstire, în 1690, a ținut sobor episcopul Iosif Stoica al Maramureșului. Mănăstirea Moisei a fost reședință episcopală în ultima perioadă a păstoririi episcopului Serafim de Petrova și la începutul păstoririi episcopului Dosoftei al II-lea Teodorovici, care a mutat-o apoi la Mănăstirea Uglea.
La Mănăstirea Moisei a funcționat o școală, unde tinerii locului învățau carte. Aici a funcționat și o școală de pictură pentru călugări, unde erau deprinse tainele zugrăvirii icoanelor și a bisericilor.
Un stareț sfânt

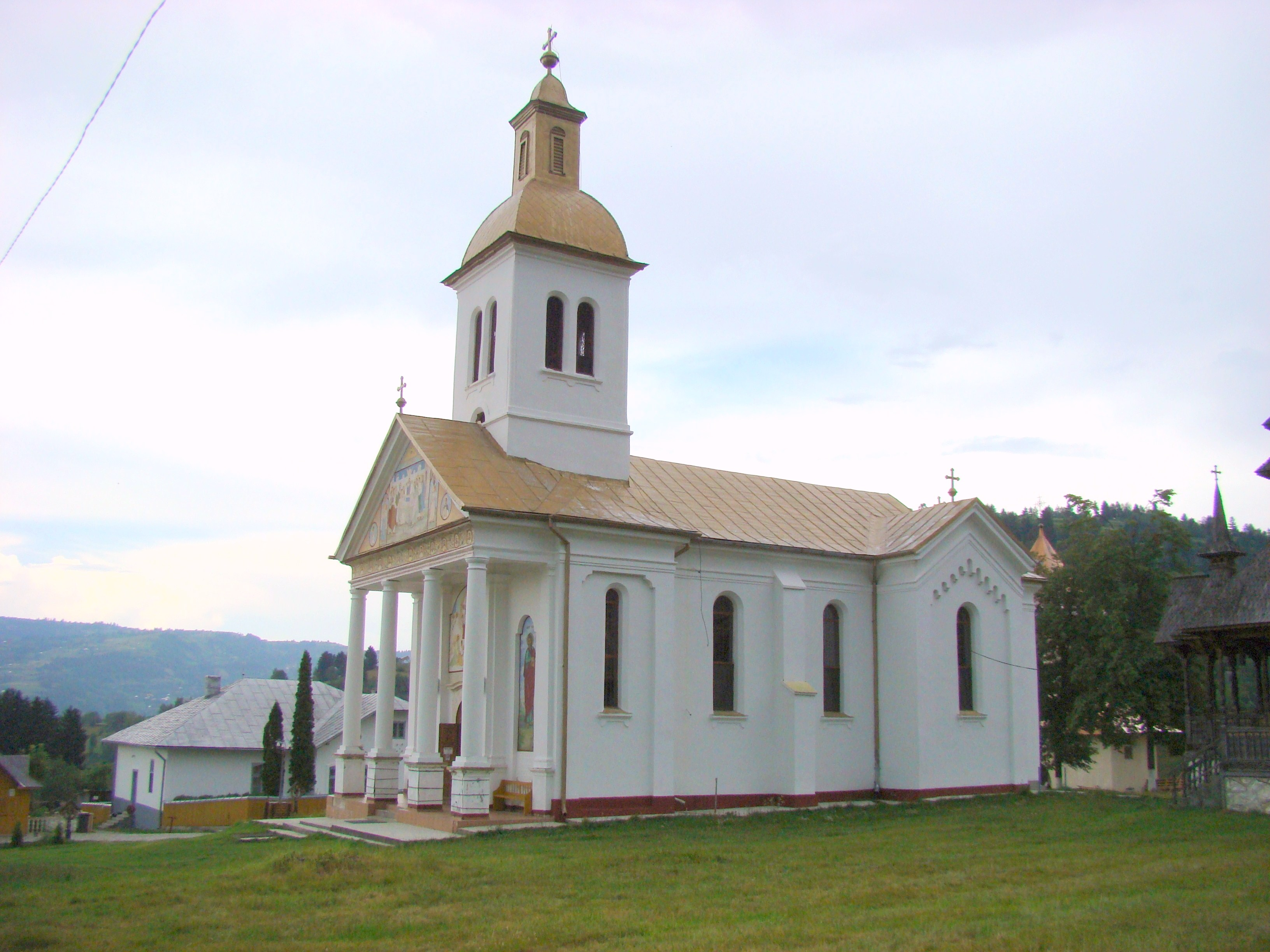
Biserica mare (ctitorie greco-catolică din 1911)

În 1934, vrednicul ieromonah Leon Manu, călugăr bazilian, fost stareț al Mănăstirii Prislop a fost numit proto-egumen al Mănăstirii Moisei și mai apoi la Bixad, unde a organizat, de-a lungul anilor, misiuni sfinte de cateheză a credincioșilor și de pietatea populară, prin ținerea de pelerinaje, mai ales de Sânzâiene și de sărbătorile închinate Sfintei Fecioare Maria. La chemarea episcopului greco-catolic Iuliu Hossu, Părintele ieromonah Leon Manu a slujit și în Eparhia de Cluj-Gherla, fiind cel care pune bazele celei de a doua parohii unite din Mănășturul Clujului. Nu după mult timp, a preluat și destinele Mănăstirii Nicula, în calitate de egumen, fiind cel care pune bazele unei veritabile obști monahale, fiind ultimul stareț greco-catolic al acesteia, până în 1948, când Biserica Română Unită cu Roma a fost interzisă de autoritățile comuniste. Pr. Leon Manu a murit în chinuri la închisoarea din Gherla, viața și jertfa lui fiind azi subiectul dosarului de beatificare în cadrul Bisericii Catolice.
În toamna anului 1948 călugării greco-catolici (bazilieni) de la Mănăstirea Moisei, împreună cu starețul Lucian Pop, au fost arestați, în contextul scoaterii în afara legii de către autoritățile comuniste a Bisericii Române Unite, Greco-Catolică. În locul lor a fost adus un călugăr ortodox, mănăstirea căpătând statut de parohie. În prezent, mănăstirea este revendicată de Episcopia Greco-Catolică a Maramureșului.

## Structura mănăstirii
Biserica veche (de lemn) ar fi fost construită pe la 1599, sfințită însă în 1672 de către episcopul Sava Brancovici. După 1700, când a fost realizată unirea religioasă cu Biserica Romei a românilor ardeleni și nu numai, biserica a fost una greco-catolică, până în 1948, când autoritățile comuniste au interzis credința română unită, iar patrimoniul eclezial confiscat și dat Bisericii Ortodoxe Române. Actuala formă a bisercii de lemn datează de pe la 1750, când a fost refăcută, conform Șematismului Bisericii greco-catolice din 1900. Biserica a mai fost restaurată în anul 2011, în prezent lucrându-se la proiectul de restaurare a picturii din interiorul acesteia.
Biserica mare a fost zidită în 1911 când moiseiul ținea de Episcopia de Cluj-Gherla. În 1948, odată cu interzicerea Bisericii Române Unite cu Roma (Greco-Catolice), lăcașul de cult a fost dat Bisericii Ortodoxe Române. A fost repictat în 1982 și resfințit în 1986 de Arhiepiscopul ortodox de la Cluj, Teofil Herineanu.
Poarta de intrare și zidul de piatră, ce împrejmuiește incinta, au fost construite în 2008-2011.
Altarul de vară, construit în stil maramureșean deservește pentru slujirea în sobor la hramuri, când curtea mănăstirii devine neîncăpătoare pentru mulțimea de credincioși care vin aici.

## Imagini

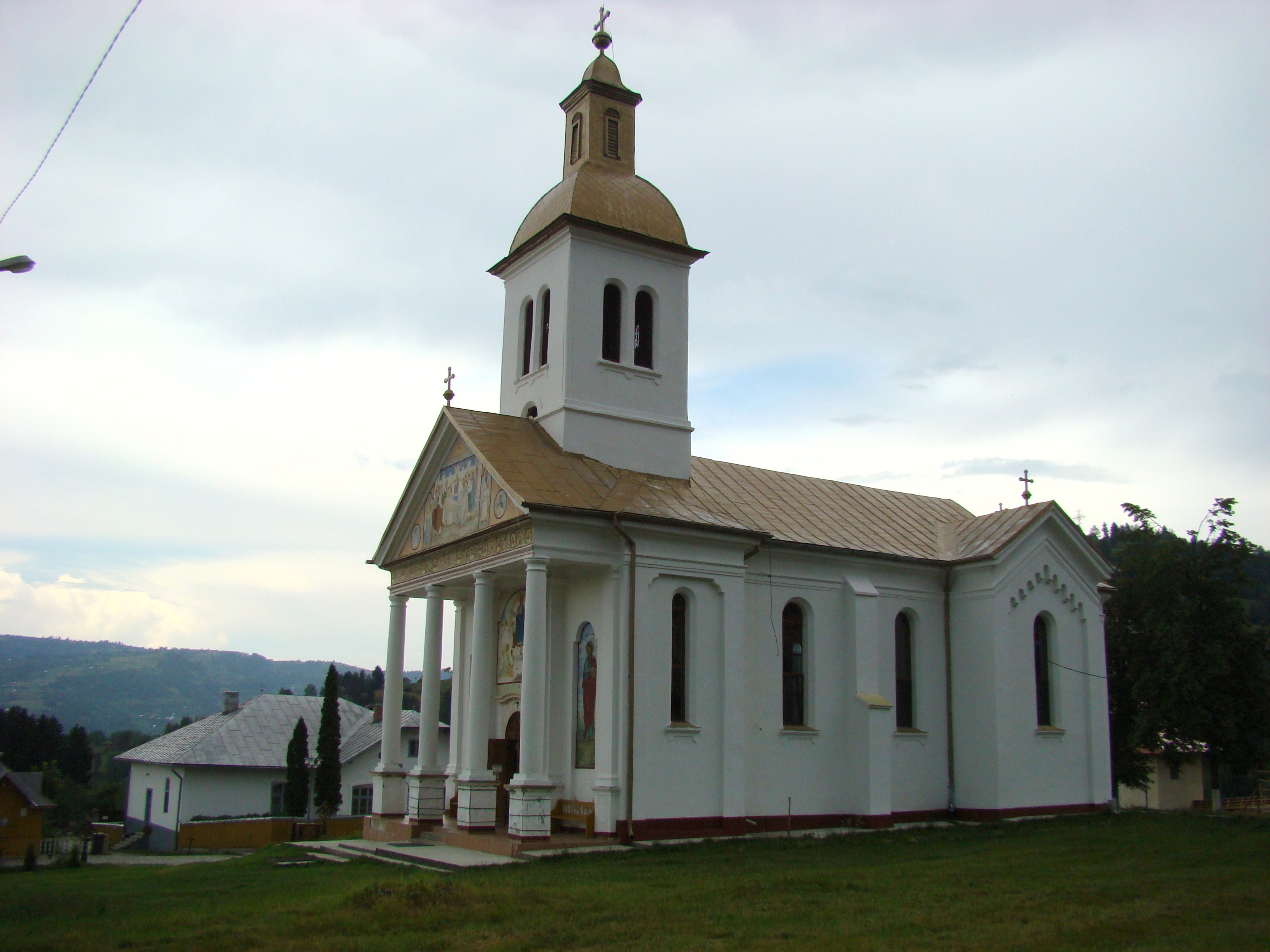
Biserica mare
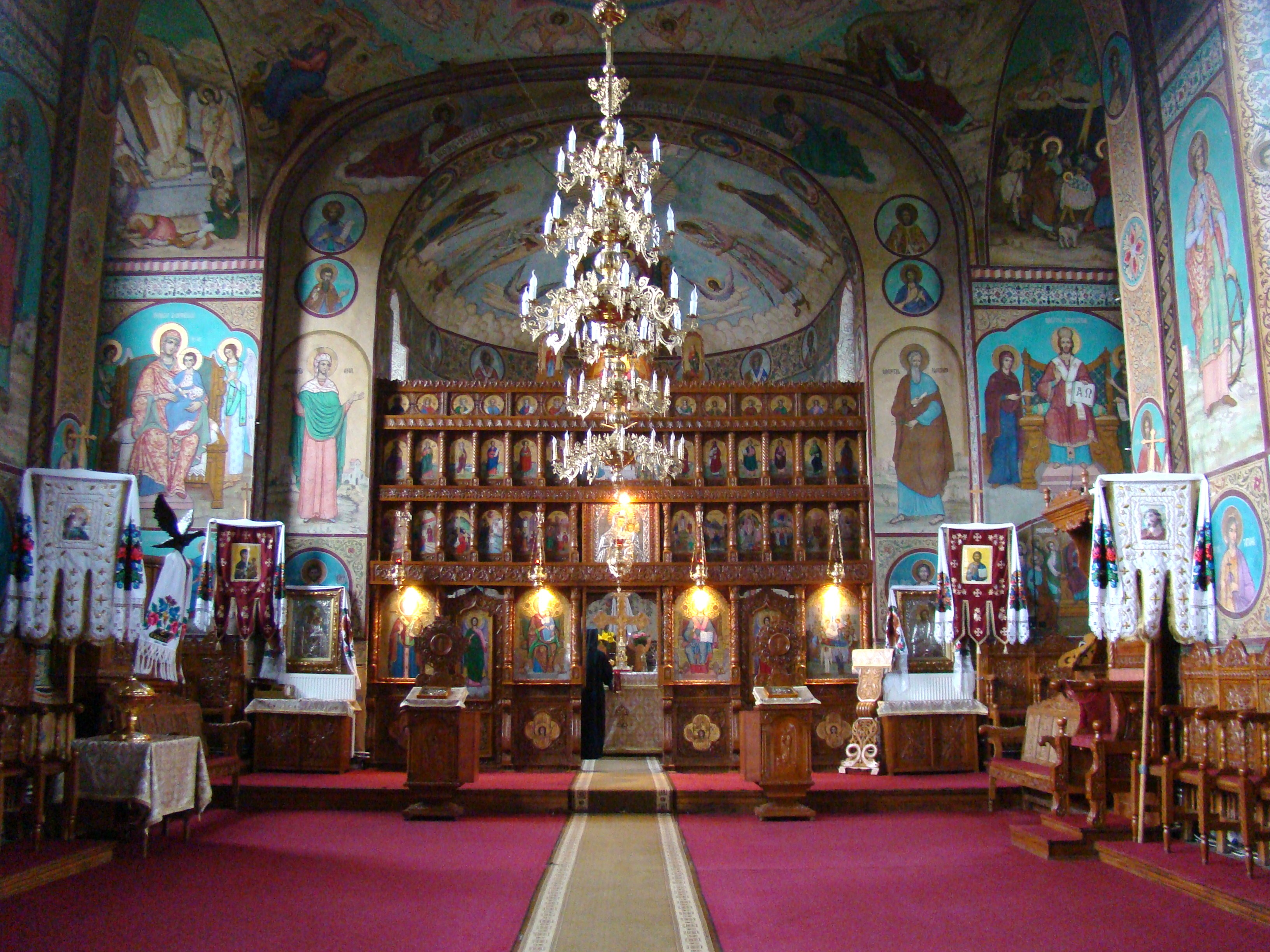
Biserica mare (interior)
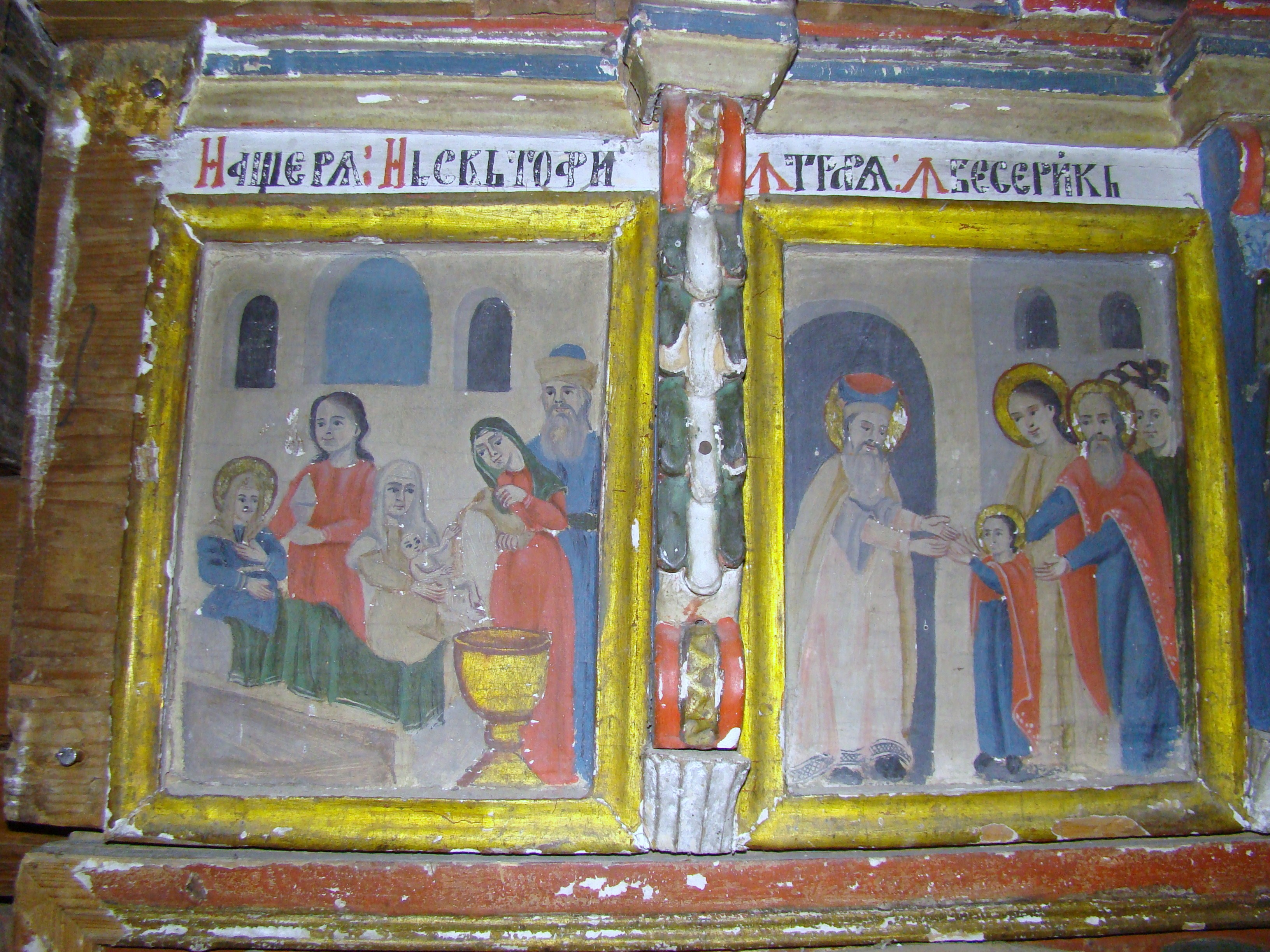
Detaliu iconostas biserica veche
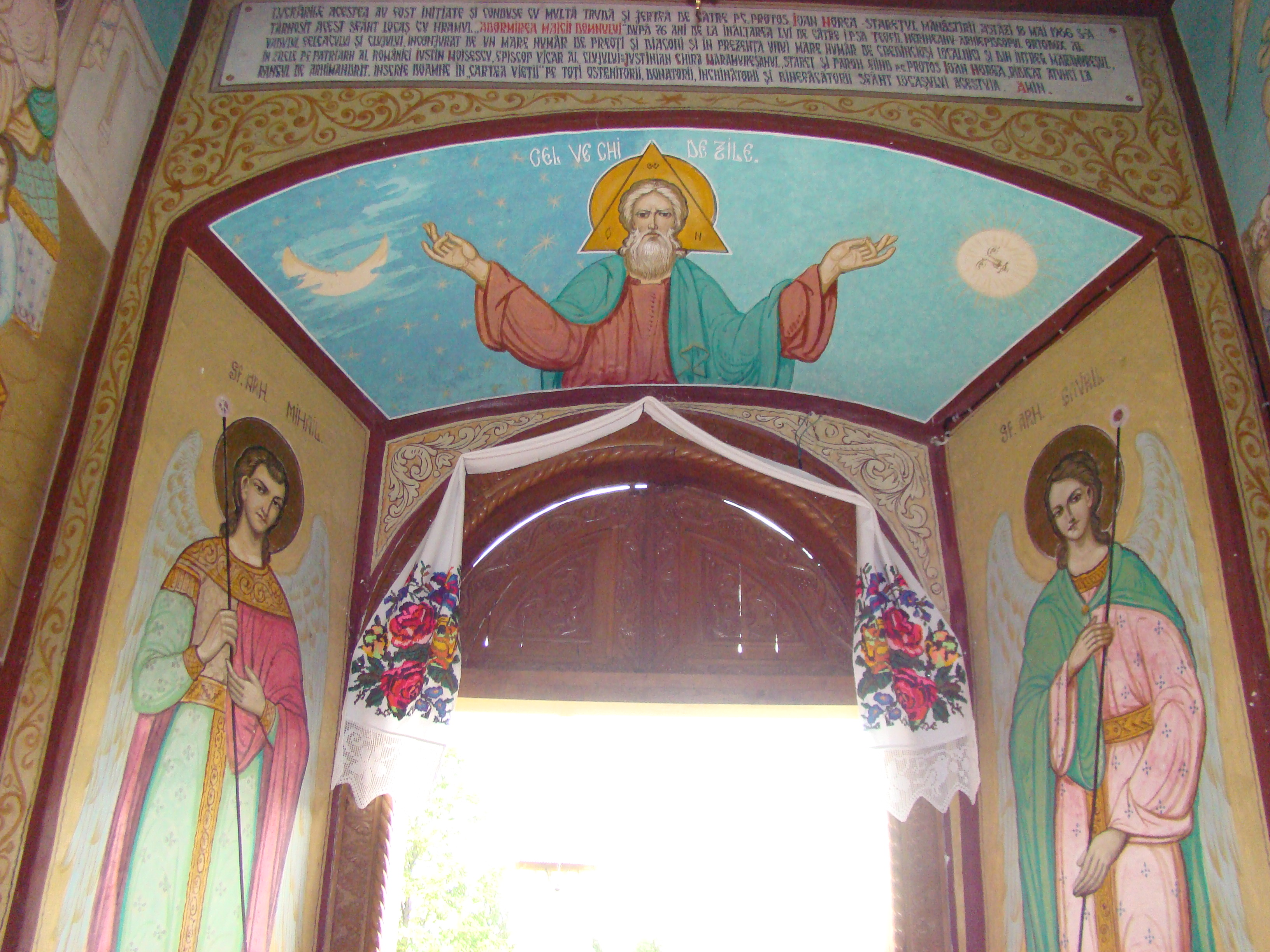
Pisania
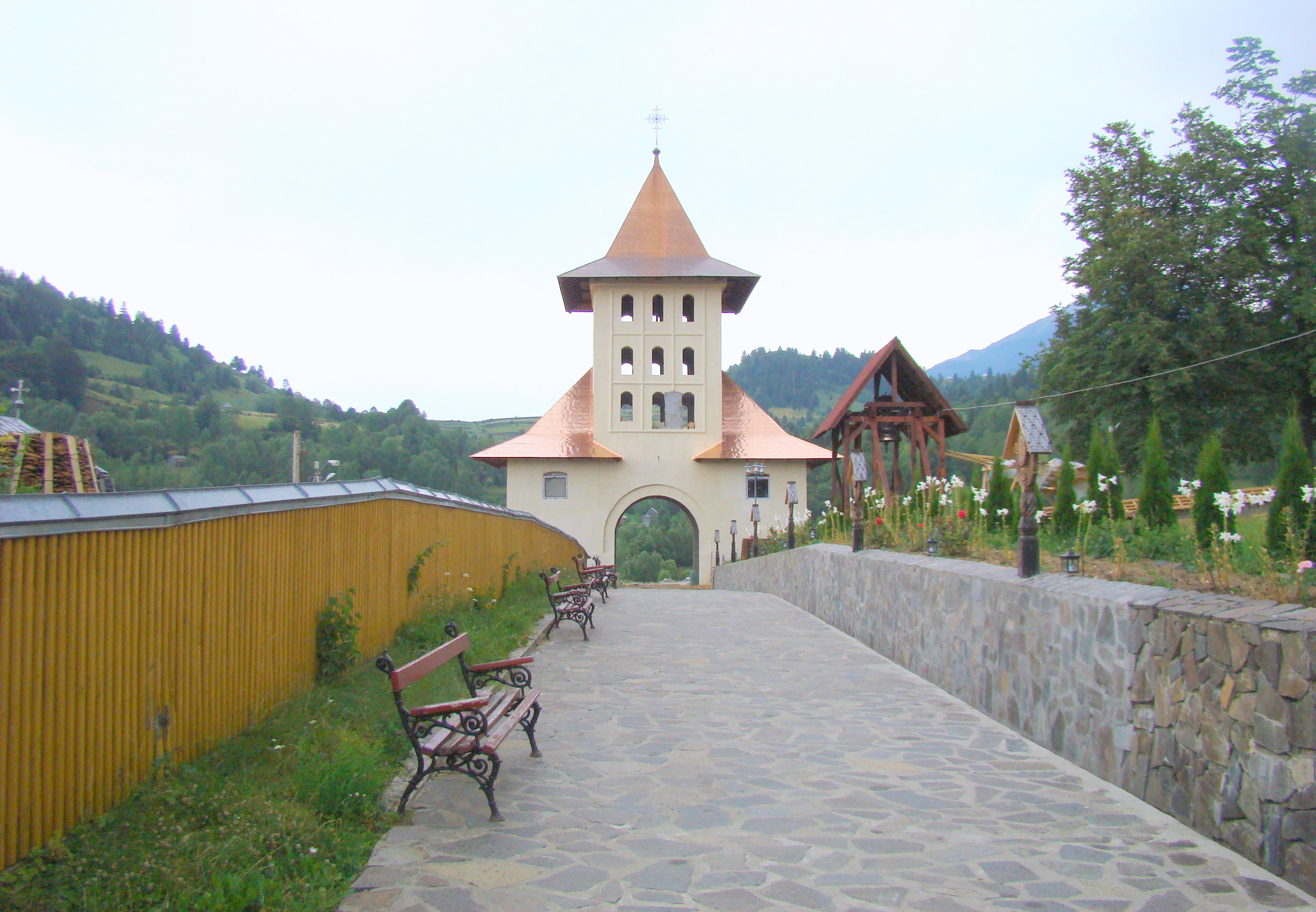
Poarta de intrare
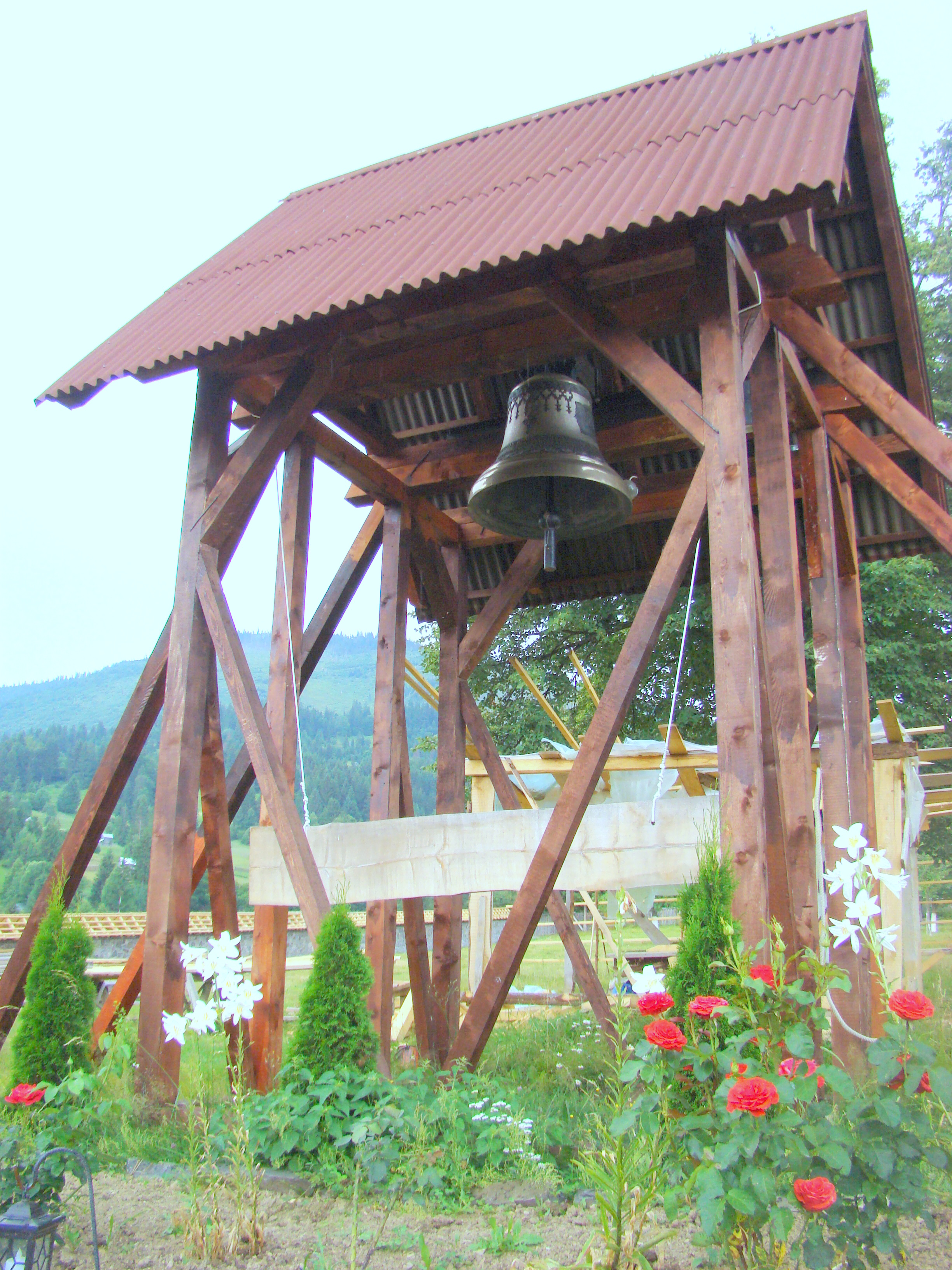
Clopotnița
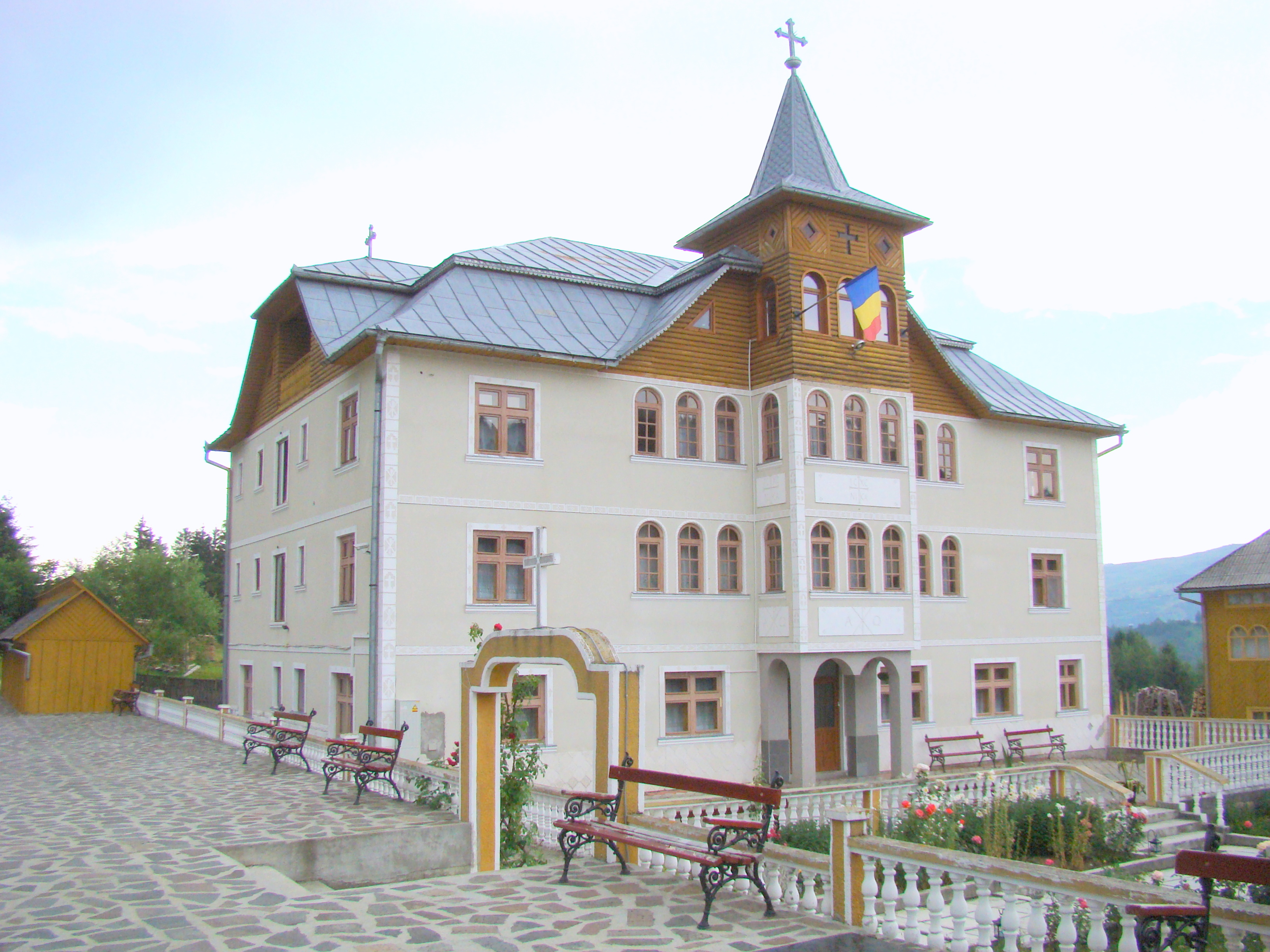
Corpul administrativ și chiliile
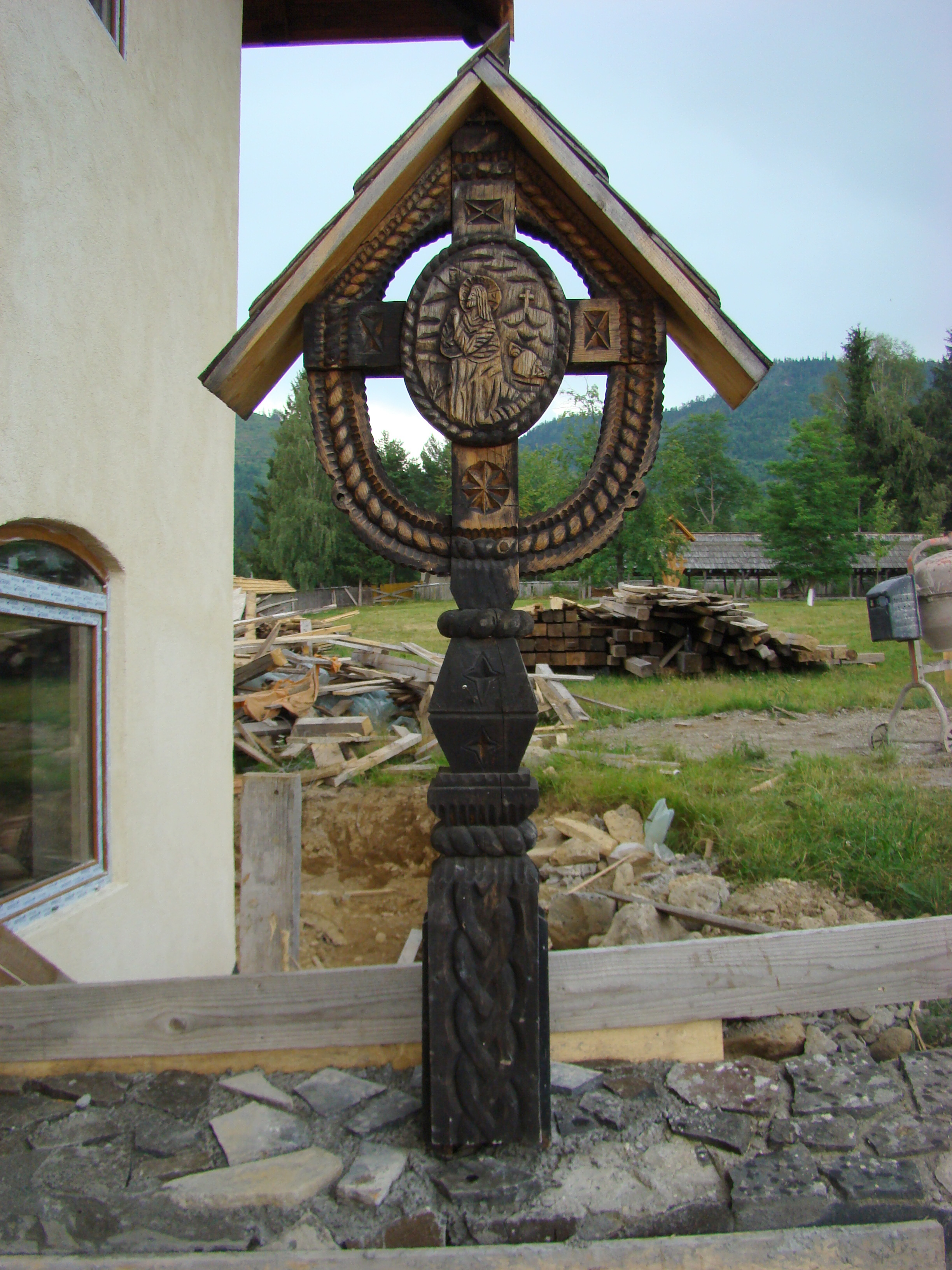
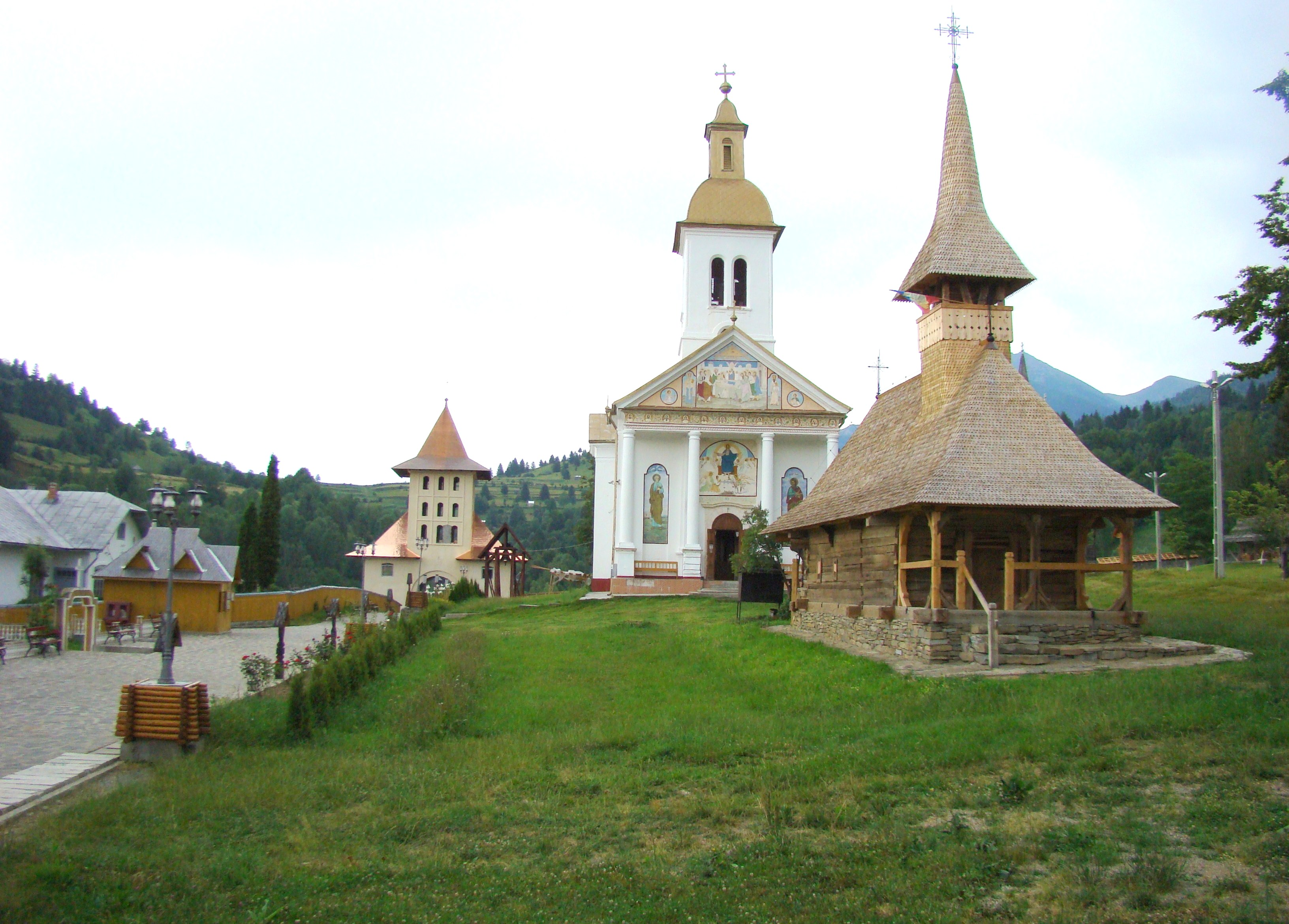
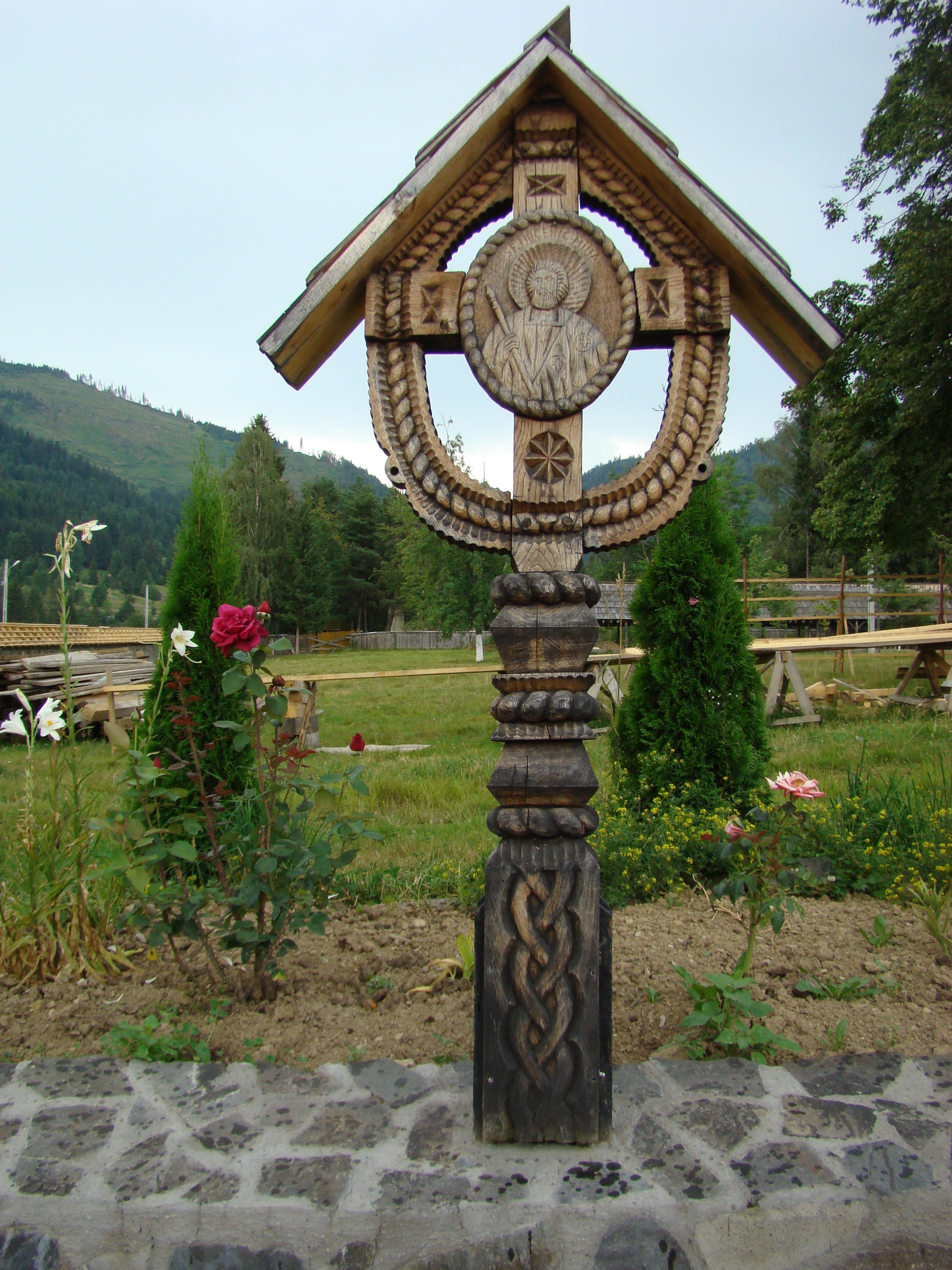
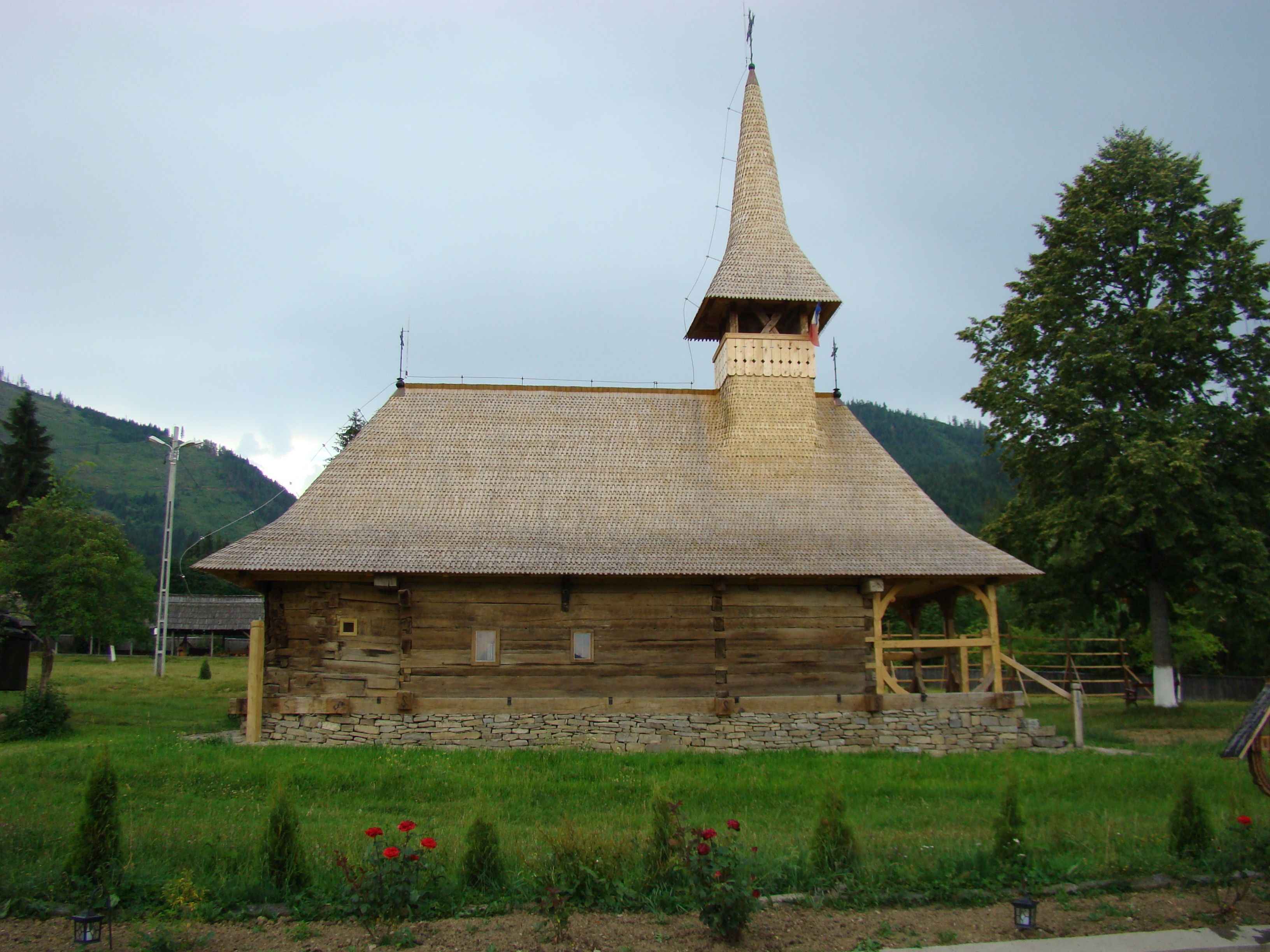
Biserica de lemn
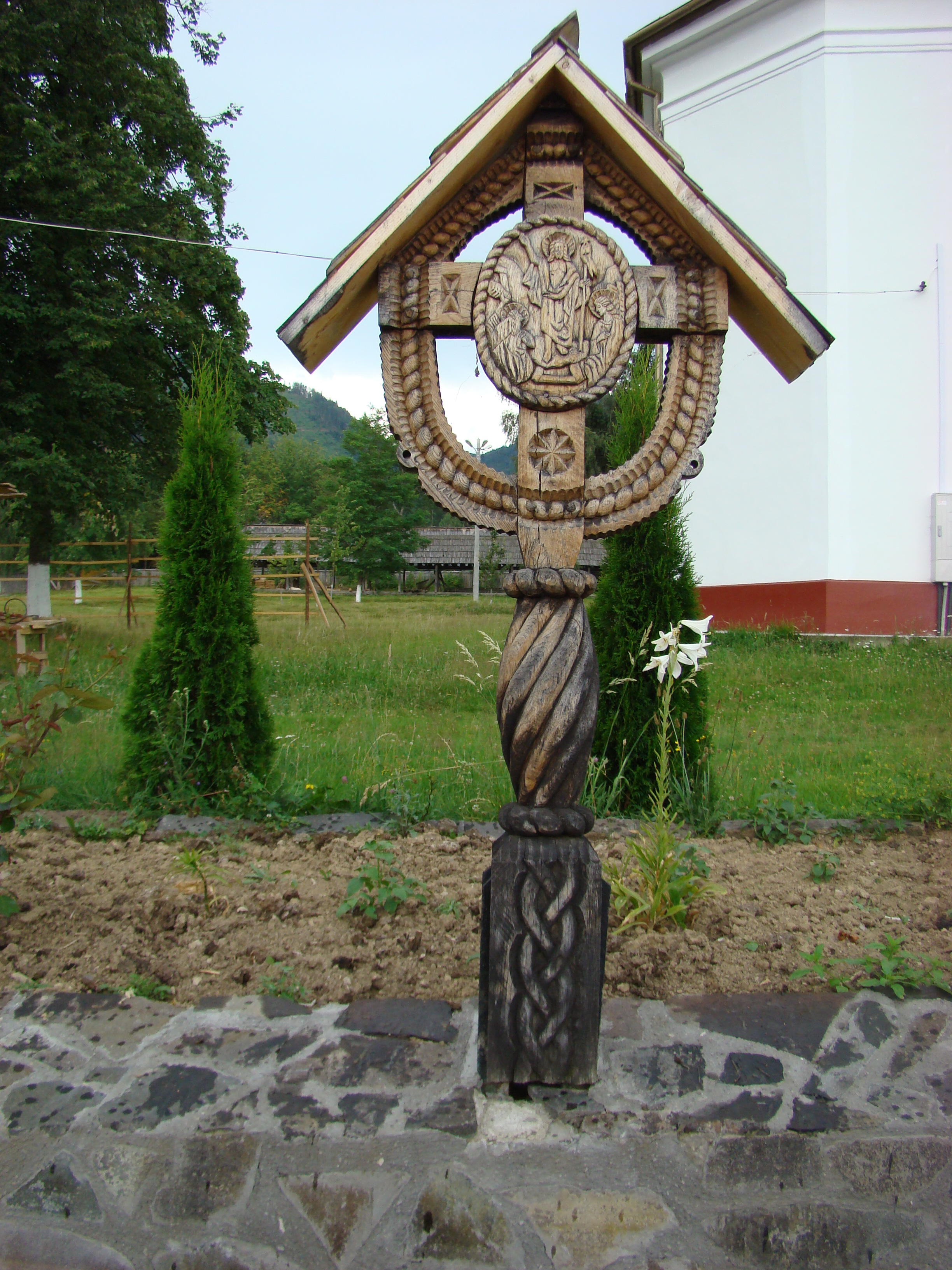
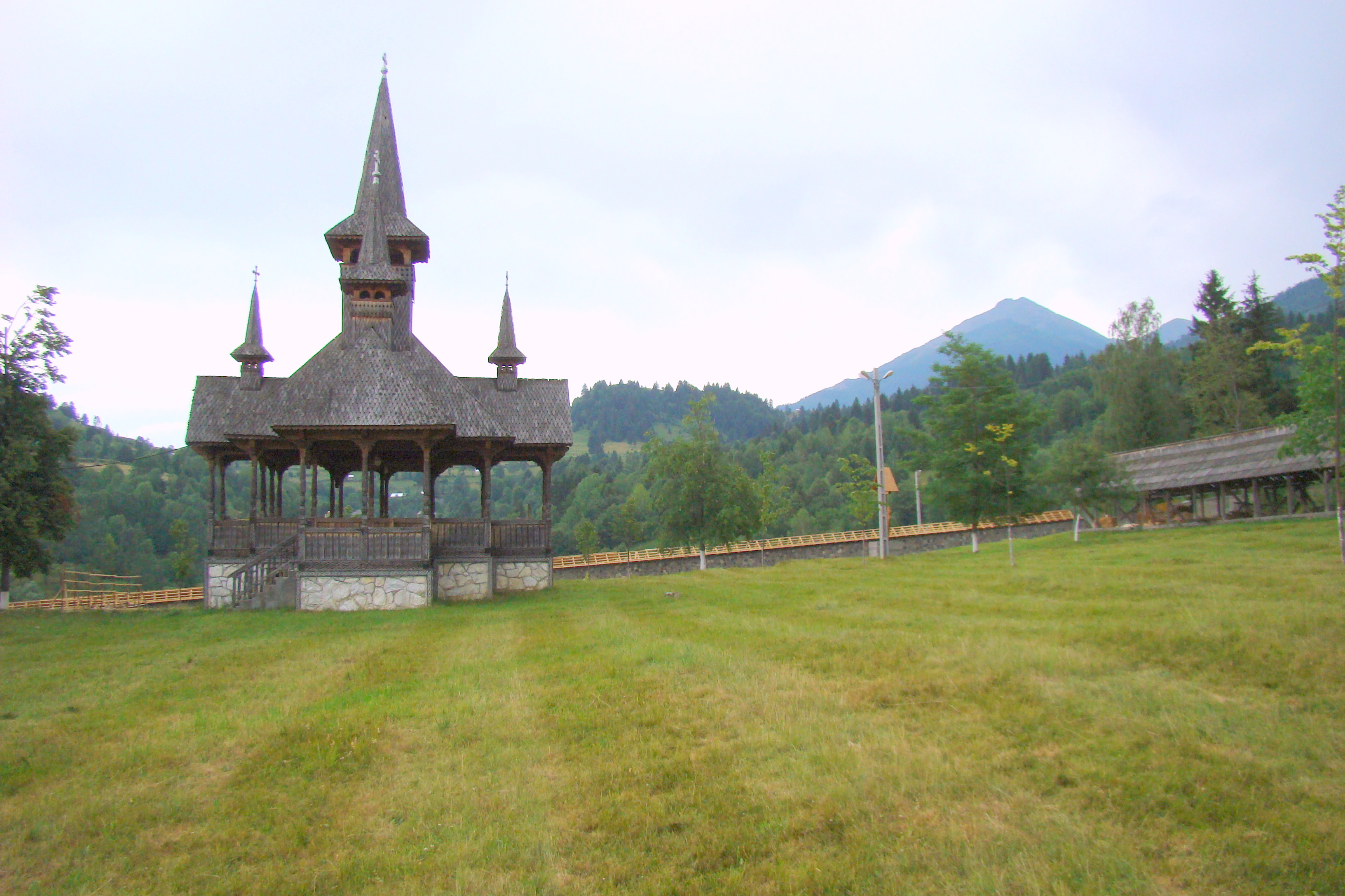
Altarul de vară
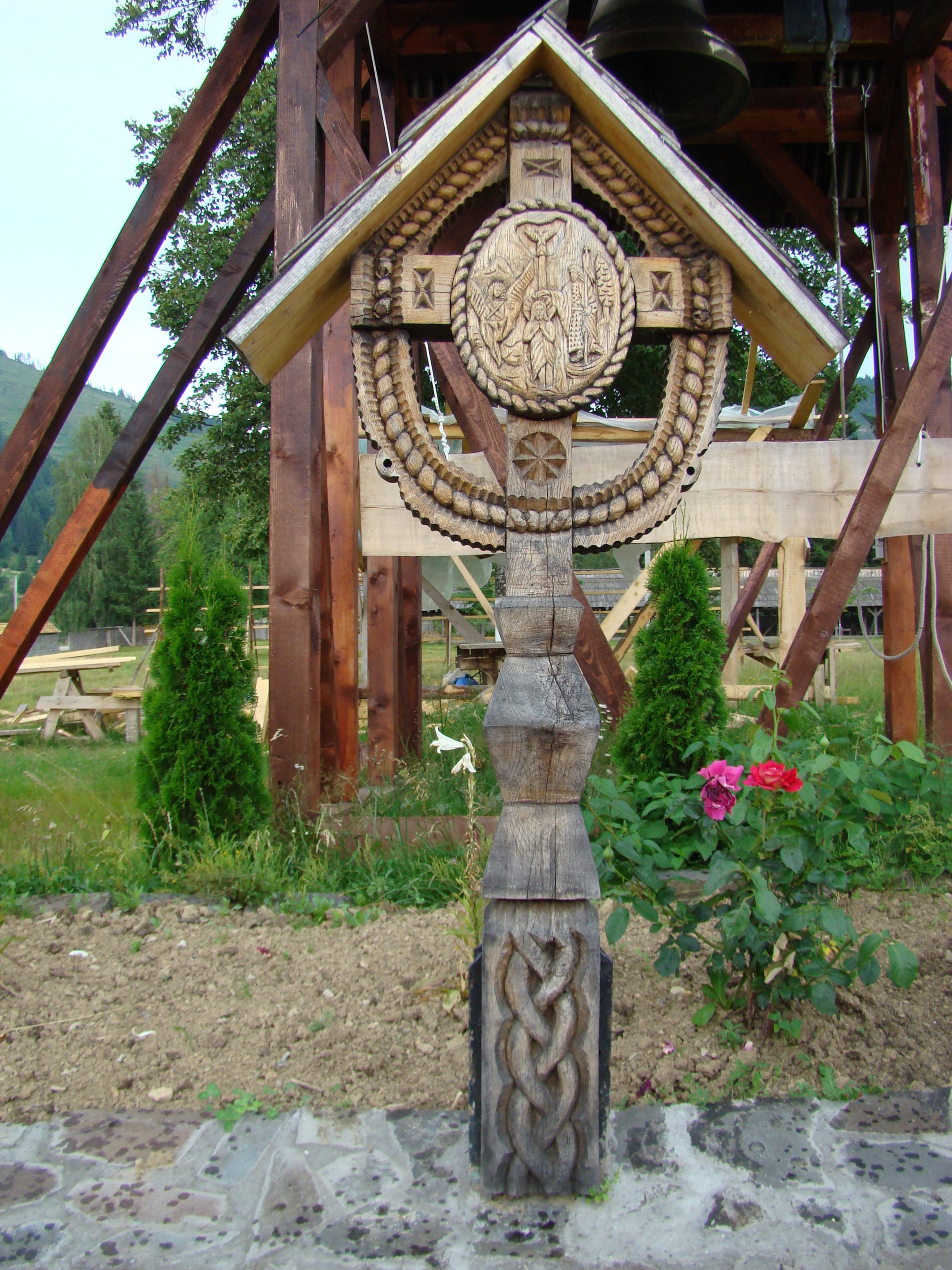
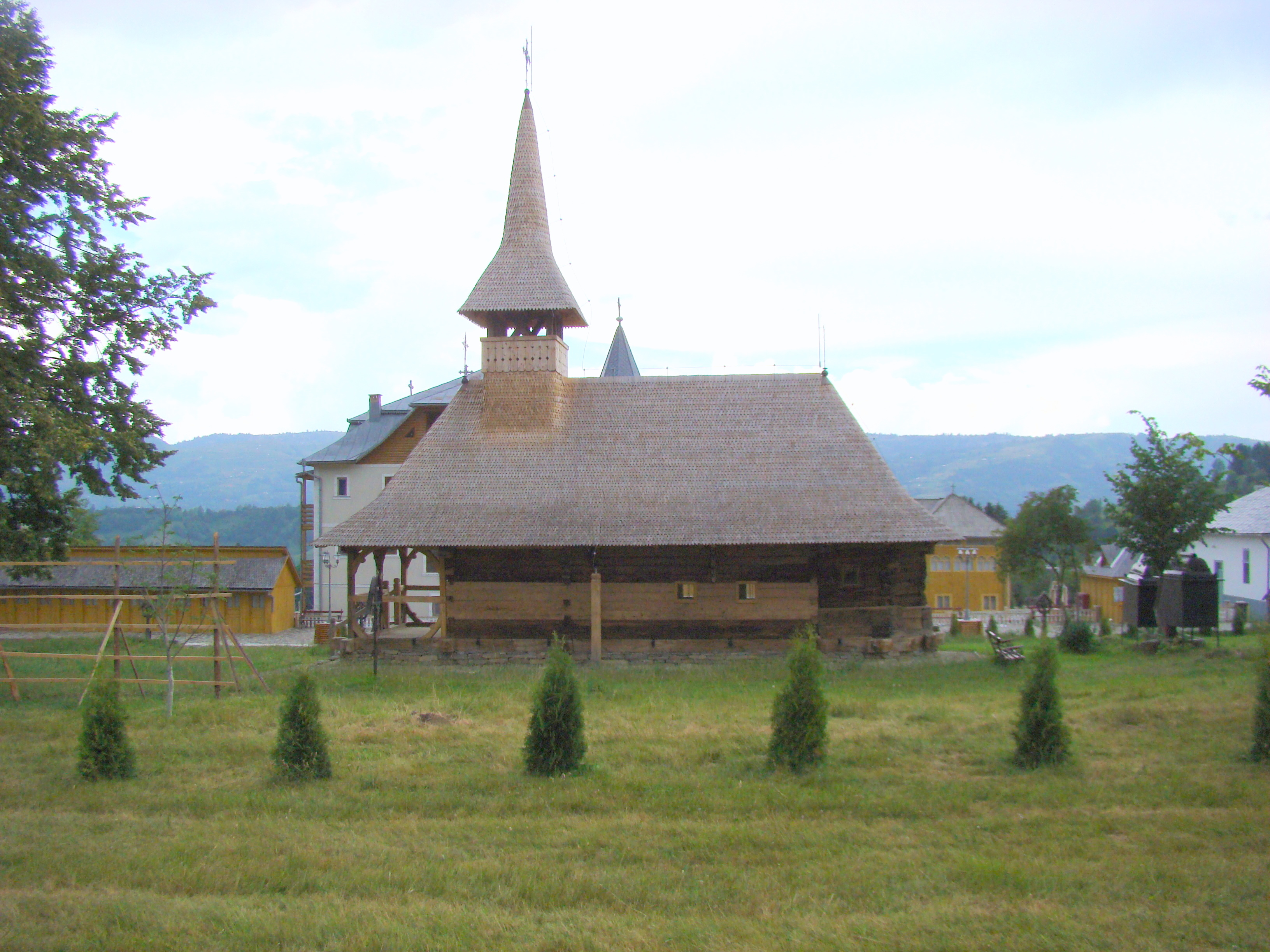
Biserica de lemn
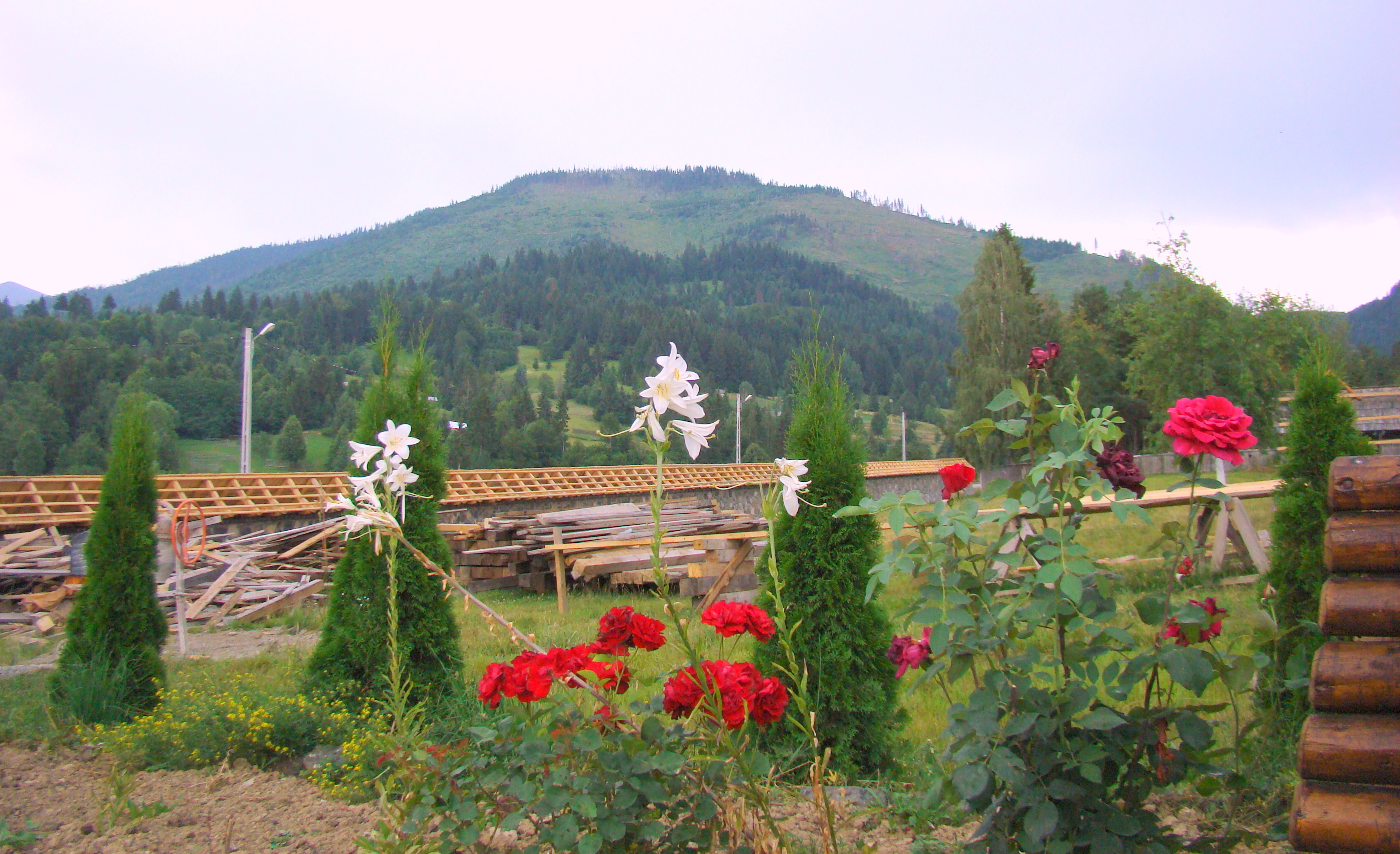
Împrejurimi